# آواجی، هیوگو
آواجی در استان هیوگو در کشور ژاپن  واقع شده است  که دارای جمعیت ۴۷٬۸۴۹ نفر و مساحت ۱۸۴٫۲۱ کیلومتر مربع با تراکم جمعیت 260  نفر در کیلومترمربع است و در تاریخ ۱ آوریل ۲۰۰۵ به عنوان شهر شناخته شد.